# Strategia della salute per tutti
La "Strategia della salute per tutti", assieme alla "promozione della salute" può essere considerata la principale strategia proposta dall'Organizzazione Mondiale della Sanità.

## Storia
Questo principio, adottato nel 1984, poi aggiornato nel 1991 e successivamente nel 1998 sulla base dei cambiamenti avvenuti da un lato nella struttura demografica, politica, economica e sociale dell'Europa, e, dall'altro, nell'esperienza concreta dell'attuazione di tale strategia, stabilisce gli obiettivi strategici che dovrebbero costituire il cardine su cui impostare le politiche per la salute a livello nazionale e locale negli Stati Membri dell'unione europea, e che sono finalizzati a realizzare un miglioramento quantitativo e qualitativo dello stato di salute degli abitanti d'Europa.
L'ultimo documento sulla strategia della salute per tutti si chiama "Health21: La salute per tutti nel XXI secolo" ed è stato adottato dall'Assemblea Mondiale della Sanità nel 1998. Esso individua 21 obiettivi strategici che dovrebbero essere perseguiti a livello internazionale, nazionale e locale nei Paesi della Regione Europea, e si basa su una serie di analisi e di valutazioni secondo le quali, in particolare:
- la salute costituisce la precondizione per il benessere e la qualità della vita e il riferimento per misurare la riduzione della povertà, la promozione della coesione sociale e l'eliminazione della discriminazione;
- è fondamentale l'adozione di strategie multisettoriali per affrontare i determinanti della salute, assicurandosi l'alleanza da parte dei settori esterni alla sanità;
- la salute è un elemento basilare per una crescita economica sostenibile; gli investimenti in salute attraverso un approccio intersettoriale non solo offrono nuove risorse per la salute, ma anche ulteriori benefici importanti, contribuendo nel medio periodo allo sviluppo sociale ed economico complessivo.

## Caratteristiche
Al fine del perseguimento degli obiettivi della strategia, è anche sorta la consapevolezza della necessità di prevedere da una parte un'ampia gradualità temporale e dall'altra ulteriori elaborazioni culturali e di pensiero, in quanto si tratta di arrivare ad un cambiamento di portata molto vasta.
In sostanza, vengono ribaditi ed ulteriormente specificati i principi, i valori e le modalità, la cui applicazione consente di esplicare l'innovativo concetto di salute elaborato dall'Organizzazione Mondiale della Sanità, così estensivo e totale da farlo assurgere ad obiettivo finale dello sviluppo economico e sociale. Essi riguardano pertanto l'equità, la solidarietà e la giustizia sociale ed economica, la promozione e l'investimento in salute, la ricerca della qualità dell'assistenza, l'interdipendenza degli ambienti e dei settori della vita sociale nel determinare la salute umana.
La realizzazione di questo programma strategico globale implica necessariamente la ridefinizione del ruolo del finanziamento dell'assistenza sanitaria e dell'allocazione delle risorse, della formazione e dell'informazione, e, più in generale, della funzione di governo. Infatti, pur assicurando l'Organizzazione Mondiale della Sanità il suo costante appoggio e il sostegno concreto nella realizzazione della strategia della salute per tutti, è solo l'esistenza di una leadership motivata e la volontà politica, sia a livello locale che nazionale, che possono veramente far proprio ed utilizzare questo fondamentale contributo, volto al raggiungimento e alla diffusione di uno stato di benessere equamente diffuso negli Stati della Regione europea. Questa disponibilità può sorgere, o meglio, svilupparsi in modo sempre più spontaneo, pregnante e capillare (dato che alcune iniziative in tal senso sono state già attuate in varie realtà), se matura la convinzione di come la salute così intesa, si configuri prima di tutto come una potente piattaforma politica, inevitabilmente destinata a creare e raccogliere un consenso ampio e partecipato da parte dei cittadini, portando come ultimo risultato uno sviluppo sociale più democratico, socialmente responsabile e sostenibile.